# NGC 232
NGC 232 (również PGC 2559) – galaktyka spiralna z poprzeczką (SBa), znajdująca się w gwiazdozbiorze Wieloryba. Została odkryta w 1886 roku przez Francisa Leavenwortha.
Do tej pory w galaktyce zaobserwowano jedną supernową:
- SN 2006et, odkryta 30 sierpnia 2006 przez Koichiego Itagaki, osiągnęła jasność obserwowaną 15,3m.